# Assoziationspsychologie
Assoziationspsychologie bezeichnet eine psychologische Richtung, die als Haupterklärungsprinzip den klassischen Begriff der Assoziation verwendet. Begriffe und Gedanken sind demnach aus elementaren Bewusstseinsinhalten, insbesondere Sinneseindrücken (Perzept), zusammengesetzt. Damit ist die Assoziationspsychologie als reduktionistische oder atomistische Psychologie zu charakterisieren und erweist sich zugleich als Teil der Elementenpsychologie.

## Konzept der Assoziation in der Antike und bei den englischen Empiristen
Das „Konzept der Assoziation“ erscheint schon im Phaidon von Platon. Im Werk Über das Gedächtnis und die Erinnerung von Aristoteles bedeutet Assoziation, dass Gedanken durch die Umwelt bestimmt werden und nicht „gottgegeben“ sind. So stellt sich die Erinnerung eines abwesenden Gegenstandes entweder durch Ähnlichkeit oder durch Nichtähnlichkeit mit einem anwesenden Gegenstand ein.
An diesen Gedanken knüpfen die britischen Empiristen Thomas Hobbes, John Locke, David Hume, Alexander Bain und David Hartley an.

## Klassische Assoziationsgesetze
Die „klassische Assoziationspsychologie“, geht zurück auf die bereits von Aristoteles dargelegten Sachverhalte, siehe → Assoziation. Ihre Hauptvertreter in neuerer Zeit sind Hermann Ebbinghaus, Georg Elias Müller und Theodor Ziehen. Die nach Thomas Brown (1778–1820) grundlegenden „primären Assoziationsgesetze“, sind:
- das Gesetz der Ähnlichkeit (Assimilationstheorie),
- das Gesetz des Kontrasts,
- das Gesetz des räumlichen und zeitlichen Zusammenhangs (Kontiguitätstheorie).

## Arbeiten von Ebbinghaus und seinen Nachfolgern
Ebbinghaus entwickelte, vom Assoziationsprinzip ausgehend, einen experimentellen Ansatz zur Erforschung von Gedächtnisleistungen, wobei als Lehrmaterial vor allem sinnlose Silben verwendet werden. Generell wurde der gesetzmäßige Zusammenhang psychischer Erscheinungen von der Assoziationspsychologie erkannt, jedoch wurde er als mechanisch interpretiert.
Ungeachtet der (vom heutigen Standpunkt) unzureichenden Grundlagen der Assoziationstheorie wurden von ihren Vertretern grundlegende Erkenntnisse über elementare Gedächtnis- und Reproduktionsgesetzmäßigkeiten entdeckt, wie die Kurve des Vergessens bzw. des Behaltens durch Ebbinghaus. Sie besagt, dass das Behalten dem Logarithmus der seit den Einprägungen verstrichenen Zeit annähernd proportional ist.

### Methoden von Ebbinghaus
Von Ebbinghaus und seinen Nachfolgern wurden grundlegende methodische Prinzipien erarbeitet:
- die so genannte Ersparnismethode (d. h. verringerte Anzahl der für das Wiedererlernen eines Stoffes erforderlichen Wiederholungen),
- die Reproduktionsmethode (d. h. der Prozentsatz der korrekten Erinnerungen nach einer bestimmten Zeitspanne),
- die Methode des Wiedererkennens, die auch heute noch in variierter Form als Kriterium für die Gedächtnisleistung eingesetzt wird.

Die Assoziationspsychologie ignorierte allerdings den Systemcharakter der psychischen Tätigkeit und wesentliche Unterschiede in deren Erscheinungs- und Entwicklungsniveau.

## Idealistische Interpretation der Assoziationspsychologie
Idealisten wie Thomas M. Brown, John Stuart Mill, Alexander Bain und Johann Friedrich Herbart sind ebenfalls der Assoziationspsychologie zuzuordnen. In der „idealistischen Interpretation“ wurde die Assoziation aus einem Mittel der wissenschaftlichen Analyse zu einem Mittel der Zerlegung des Bewusstseins in primäre Formen mit dem Ziel, aus ihnen nicht nur die gesamte psychische Tätigkeit, sondern auch die objektive Realität zu konstruieren.

## Materialistische Interpretation des Assoziationsbegriffs
Iwan Michailowitsch Setschenow und Iwan Petrowitsch Pawlow entwickelten eine „materialistische und deterministische Konzeption“ des Assoziationsbegriffs: die reflektorische Theorie des Bewusstseins. Setschenow erklärte in seinem Werk Gehirnreflexe (1863) bestimmte geistige und zweckbestimmte Handlungen durch neurologische Mechanismen, die im Laboratorium demonstriert wurden. Pawlow (1934) verstand unter Assoziation die Verbindung von Reflexen, nicht aber von isolierten Elementen des Bewusstseins. Die bedingte Reaktion ist eine Assoziation zwischen psychischen und somatischen Vorgängen.
In der Gegenwart versteht man unter Assoziation nicht nur die Verknüpfung von Vorstellungen, sondern auch die „Verknüpfung“ anderer psychischer Inhalte, z. B. von Vorstellungen mit Gefühlen, von Reizsituationen mit verbalen und motorischen Verhaltensäußerungen oder von Verhaltenssequenzen. Die US-amerikanische Lernpsychologie lehnt sich sehr stark an die Assoziationspsychologie an.

## Sekundäre Assoziationsgesetze
Neben den klassischen Assoziationsgesetzen wurden im Zuge der umfangreichen experimentellen Untersuchungen auch so genannte „sekundäre Assoziationsgesetze“ formuliert, z. B. die Wirkung der Dauer des ursprünglichen Eindrucks, die Häufigkeit der Wiederholungen, die Anzahl konkurrierender Eindrücke, aber auch der konstitutionellen psychischen und physischen Unterschiede der Eindrucksempfänger sowie ihrer Lebensgewohnheiten.
Die Assoziationspsychologie ist als Ausgangspunkt des Behaviorismus und der Tiefenpsychologie anzusehen, deren Entwicklung auch aus der Auseinandersetzung mit der Assoziationstheorie verständlich wird.